# Непал на летних Олимпийских играх 1988
Непал принимал участие в Летних Олимпийских играх 1988 года в Сеуле (Корея) в шестой раз за свою историю, но не завоевал ни одной медали. Сборную страны представляло 16 спортсменов, в том числе трое женщин.